# Ошавкови
Ошавкови е голям български род от македонския град Дебър, основан във втората половина на XVIII век.
Първият представител на рода, който е известен е Андрей, роден около 1770 година. Синът му Петър има осем момчета. Единият от синовете му, Божин, пътува с кораб до Солун, но корабът му потъва. Божин успява да се спаси на бряг край Йерусалим и там се установява да живее. Пет от другите му синове, Георги, Зафир, Стреза, Исак и Андрей, се прехранват със земеделие и занаятчийство. Най-големият от синовете на Петър, Кале, се занимава с пренос на зехтин от Елбасан към Гостивар, но е нападнат от разбойници и е ограбен и убит. Жена му Мара, с която имат трима сина, посещава Йерусалим, където се среща с Божин.
Средният син на Кале и Мара е Йосиф, който става майстор медникар и тенекеджия. Йосиф също така е член на градската управа в Дебър. Жени се за Неда Гюрчева от съседното село Върлица и с нея имат петима сина и една дъщеря – Сирма. Дъщеря им, както и най-големият им син, Гаврил, умират млади. Вторият им син Серафим, наследява занаята на баща си и по-късно се установява да живее в Скопие и там отваря дюкян. Третият им син е българският просветен деец и деец на ВМОРО Дамян Йосифов. Жени се във Враца за Тодорка от известния род Леонкеви. Тодорка умира от туберкулоза малко след раждането на сина им Живко в 1926 година. Дамян отглежда детето си заедно с втората си съпруга Стоянка. По-късно в София живеят двете му внучки. Четвъртият син на Йосиф и Неда е Антон, който работи като касиер в кметството в Дебър. След Втората световна война той също се мести в Скопие с жена си Митра, където гледат четирите си деца. Техен син е Йонче Йосифовски, който става професор по социология в Скопския университет. Най-малкият син на Йосиф и Неда е българският просветен деец Кузман Йосифов. Той се жени в 1921 година за Мария Савова, която е дъщеря на Сава Ракиджиев, племенник на Стефан Караджа.
Представители на рода в края на XIX и началото на XX век са още българският фотограф Васил Ошавков, българският революционер, деец на ВМОРО Григор Ошавков и видният социолог и философ, основоположник на социологическата наука в България Живко Ошавков.